# Districtul Kut Chap
Kut Chap,Udonthani,Thailand (în thailandeză กุดจับ) este un district (Amphoe) din provincia Udon Thani, Thailanda, cu o populație de 62.301 locuitori și o suprafață de 785,0 km².

## Componență
Districtul este subdivizat în 7 subdistricte (tambon), care sunt subdivizate în 94 de sate (muban).
| Nr. | Nume         | În thailandeză | Sate | Locuitori |  |
| --- | ------------ | -------------- | ---- | --------- |  |
| 1.  | Kut Chap     | กุดจับ           | 11   | 8,818     |  |
| 2.  | Pa Kho       | ปะโค           | 14   | 8,900     |  |
| 3.  | Khon Yung    | ขอนยูง          | 14   | 8,935     |  |
| 4.  | Chiang Pheng | เชียงเพ็ง        | 14   | 9,211     |  |
| 5.  | Sang Ko      | สร้างก่อ         | 13   | 8,377     |  |
| 6.  | Mueang Phia  | เมืองเพีย        | 15   | 12,414    |  |
| 7.  | Tan Lian     | ตาลเลียน        | 13   | 5,646     |  |